# Gradina (Lobor)
A lobori Gradina egy várhely Horvátországban, Krapina-Zagorje megyében, Lobor település határában.

## Fekvése
A vár maradványai Lobor közvetlen közelében találhatók, egy három oldalról meredek domb tetején fekvő fennsíkon, 383 m abszolút magasságban.

## Története
Az 1998-ban és 2002-ben végzett régészeti feltárásokból kiderült, hogy a gradinai első erődöt a korai bronzkorban építették, majd az i. e. 4. században a térségbe betelepülő kelták újjáépítették. Ezt a régi erődöt valószínűleg a rómaiak uralma idején, az 1. században hagyták el, de a késő ókorban újból használatba vették. Ekkor az őskori földsáncok tetejére védőfalat építettek. Úgy tűnik, hogy ez a késő ókori erőd a népvándorlás során, a 7. században megsemmisült. Az építkezési tevékenység a 11. században folytatódott egy kora román stílusú templom és temető kialakításával a Gradina központi részén. Lobor és Oszterc várainak megépítése után Lobor közvetlen közelében fekvő Gradina elvesztette katonai szerepét, és a régi templom alapjaira új gótikus stílusú templom épült (14. - 15. század). A 16. században az oszmán csapatok Lobor térségébe történő gyakori betörése miatt a gradinai az őskori földsáncokat külső részükön felépített palánkkal erősítették meg, és menedékként szolgált a környező lakosság számára. Az oszmán fenyegetés megszűnése után a 17. században a Gradina elveszíti védelmi jellegét, de megtartja azt a szakrális szerepet, amely a Hegyi Miasszonyunk szentélyéhez kapcsolódott.

## A vár leírása
A vár az Ivaneci-hegység meredek déli lejtőjének szélső szélén épült, amelytől egy nagy földsánc választja el. Két részből áll: a belsővárból, amelyet egy nagy földsánc védett, amelynek maradványai egy 110 m x 80 méteres, ellipszoid alakú teret zárnak be, és a külsővár, amely a belsővár nyugati oldalára támaszkodott. A külsővár északkeleti oldalát szintén földsánc, keleti és déli oldalát pedig meredek lejtő védte. Az erőd bejárata valószínűleg a Gradina északi oldalán lévő belső és külsővár földsáncainak találkozásánál volt.